# Legion Duel 2
Legion Duel 2是2021年4月8日由聯想集團发布的手机。这款手机的背面有一个凸點，里面有摄像头组件、手电筒和双风扇，用于冷却高通骁龙888芯片。手机包含双USB Type-C接口，用于为5500mAh的电池充电。